# Eustroma chosenicola
Eustroma chosenicola är en fjärilsart som beskrevs av Felix Bryk 1948. Eustroma chosenicola ingår i släktet Eustroma och familjen mätare. Inga underarter finns listade i Catalogue of Life.